# Факультет ресторанно-готельного та туристичного бізнесу Київського національного торговельно-економічного університету
Факультет технологій та бізнесу Державного торговельно-економічного університету (ФТБ ДТЕУ) — факультет Київського національного торговельно-економічного університету. Заснований у 1966 році. Загальна кількість студентів — 3283. Науково-педагогічний склад факультету налічує 60% викладачів з науковими ступенями докторів і кандидатів наук. Факультет очолює доктор економічних наук, професор Надія Іванівна Ведмідь.
До складу факультету входять 5 кафедр:
- Кафедра ресторанних і крафтових технологій;
- Кафедра готельно-ресторанного бізнесу;
- Кафедра туризму та рекреації;
- Кафедра інженерно-технічних дисциплін;
- Кафедра фізичної культури.

На факультеті працюють наукові школи професорів Т.І. Ткаченко, С.В. Мельниченко, М.Г. Бойко створений сучасний науково-методичний комплекс дисциплін та спеціальностей. Студенти мають можливість навчатись в комп'ютерних класах та сучасно оснащених лабораторіях.